# Comuna Hotiv, Kiev-Sveatoșîn
Hotiv (în ucraineană Хотів) este o comună în raionul Kiev-Sveatoșîn, regiunea Kiev, Ucraina, formată din satele Hotiv (reședința), Kremenîșce și Kruhlîk.

## Demografie
Componența lingvistică a comunei Hotiv
     Ucraineană (96,19%)
     Rusă (3,22%)
     Alte limbi (0,17%)
Conform recensământului din 2001, majoritatea populației comunei Hotiv era vorbitoare de ucraineană (96,19%), existând în minoritate și vorbitori de rusă (3,22%).